# Ernest Mabouka
Ernest Mabouka (Douala, 16 giugno 1988) è un ex calciatore camerunese, di ruolo difensore.

## Carriera

### Club
Dopo aver esordito in patria con il Les Astres, nel 2010 si trasferisce in Slovacchia, giocando in Superliga con lo Žilina.

### Nazionale
Ha esordito in nazionale il 5 gennaio 2017, nell'amichevole vinta per 2-0 contro la Repubblica Democratica del Congo. Viene convocato alla Coppa d'Africa 2017 in Gabon.

## Palmarès

### Club

#### Competizioni nazionali
- Campionato israeliano: 1

Maccabi Haifa: 2020-2021

### Nazionale
- Coppa d'Africa: 1

Gabon 2017